# Kaluza-Klein-Theorie
Die Kaluza-Klein-Theorie war einer der ersten Versuche zur Vereinheitlichung der fundamentalen Wechselwirkungen von Gravitation und Elektromagnetismus.
1921 erweiterte Theodor Kaluza die vierdimensionale Raumzeit der Allgemeinen Relativitätstheorie (eine Zeitdimension und drei raumartige Dimensionen) durch Hinzufügen einer weiteren, vierten raumartigen Dimension auf insgesamt fünf Dimensionen. Interessanterweise können die sich ergebenden Kaluza-Klein-Einstein-Feldgleichungen separiert werden in die Einsteinschen Feldgleichungen und die Maxwell-Gleichungen. So lassen sich Minkowski-Raum und die maxwellschen Gleichungen im Vakuum in einen 5-dimensionalen Kaluz-Klein-Riemann-Krümmungstensor einbetten. Von Einsteins Allgemeiner Relativitätstheorie, in der ein Energie-Impuls-Tensor die Quelle darstellt, unterscheiden sich Kaluzas Gleichungen außerdem dadurch, dass sie quellenlos sind.
Später erweiterte Oskar Klein die Theorie von Kaluza und argumentierte, dass die vierte Raumdimension aufgerollt ist und deshalb nicht beobachtet wird. Stephen Hawking veranschaulicht das so: „Das erinnert an einen Strohhalm. Dessen Oberfläche ist zweidimensional, doch eine Dimension ist zu einem kleinen Kreis zusammengerollt, sodass der Strohhalm aus der Entfernung wie eine eindimensionale Linie aussieht.“ Mit dieser Kompaktifizierung konnte Klein auch eine Quantisierung der Ladung erklären.
Allgemein konnte die Kaluza-Klein-Theorie (bisher) jedoch nicht quantisiert werden, weshalb mit zunehmendem Erfolg der Quantenmechanik das Interesse an der Kaluza-Klein-Theorie schwand. Die Idee, kompaktifizierte Zusatzdimensionen zur Vereinheitlichung der Grundkräfte zu verwenden, wurde jedoch später in der Stringtheorie fortentwickelt und wird dort als Kaluza-Klein-Kompaktifizierung bezeichnet.